# Hala Pańszczyca
Die Alm Hala Pańszczyca ist eine Alm in den Tälern Dolina Pańszczyca in der polnischen Hohen Tatra in der Woiwodschaft Kleinpolen.

## Geschichte
Die Alm wurde im 17. Jahrhundert angelegt und war bis zur Gründung des Tatra-Nationalparks im Jahr 1954 in Betrieb. Eigentümer der Alm war die Familie Pańszczyk aus Biały Dunajec. Die Eigentümer wurden 1961 enteignet.

## Tourismus
Im Tal befinden sich vier Wanderwege.
- ▬ Ein rot markierter Wanderweg führt von dem Zakopaner Stadtteil Toporowa Cyrhla zum Bergsee Meerauge.
- ▬ Ein grün markierter Wanderweg führt vom Berg Wierchporoniec zur Berghütte Schronisko PTTK Murowaniec.
- ▬ Ein gelb markierter Wanderweg führt von der Berghütte Schronisko PTTK Murowaniec auf den Bergpass Krzyżne.
- ▬ Ein schwarz markierter Wanderweg verbindet den ▬ grünen und den ▬ gelben Wanderweg.